# Elaeodendron glaucum
Elaeodendron glaucum är en benvedsväxtart som först beskrevs av Christen Friis Rottbøll, och fick sitt nu gällande namn av Christiaan Hendrik Persoon. Elaeodendron glaucum ingår i släktet Elaeodendron och familjen Celastraceae.

## Underarter
Arten delas in i följande underarter:
- E. g. cochinchinensis
- E. g. montanum